# Jean Louis Gobbaerts
Jean Louis Gobbaerts (født 28. september 1835 i Antwerpen, død 5. maj 1886 Saint-Gilles) var en belgisk koncertpianist, klaverpædagog og komponist. Han udgav over 1200 kompositioner , hvoraf mange blev publiceret under pseudonymet Streabbog (Gobbaerts stavet bagfra), og han er i dag bedst kendt under dette navn, ikke mindst for sine kompositioner og bearbejdninger af andres værker til studie-, øvelses- og underholdningsbrug.